# Darrall Imhoff
Darrall Tucker Imhoff (San Gabriel, 11 ottobre 1938 – Bend, 30 giugno 2017) è stato un cestista statunitense, professionista nella NBA.

## Carriera
Prima di entrare nella lega professionistica NBA, Imhoff ebbe una brillante carriera giovanile: nel 1959 vinse il campionato NCAA con i California Bears, e nel 1960 venne selezionato nella nazionale americana - che presentava future stelle NBA come Jerry West, Walt Bellamy, Jerry Lucas, Oscar Robertson, Adrian Smith - vincitrice della medaglia d'oro alle XVII Olimpiadi a Roma.
Nella National Basketball Association giocò per i New York Knicks, i Detroit Pistons, i Los Angeles Lakers e i Philadelphia 76ers. Disputò diverse stagioni ad alto livello, meritandosi nel 1967 anche una convocazione per l'All-Star Game. Curiosamente però, il suo nome oggi è ricordato soprattutto per essere stato il malcapitato centro che dovette marcare Wilt Chamberlain nella sua leggendaria partita dei 100 punti (2 marzo 1962).

## Palmarès

### Club
- Maglia n.40 ritirata dai California Golden Bears

### Individuale

#### College
- Campionato NCAA: 1

California Golden Bears: 1959
- NCAA AP All-America First Team (1960)
- 2× All-AAWU First Team (1959, 1960)

#### All-Star Game
- Partecipazioni all'All-Star Game: 1

1966-67